# Consejo Nacional Forense
El Consejo Nacional Forense (en italiano: Consiglio Nazionale Forense) es el organismo de representación institucional de la abogacía italiana, por lo que representa a toda la profesión de la abogacía o forense. Fue creado por el R.D.L. de 27 de noviembre de 1933, número 1578, y desarrollado por el R.D. de 22 de enero de 1934, número 37. La norma ha sufrido modificaciones por la ley de 31 de diciembre de 2012, número 247. Tiene su sede en Roma y depende del Ministerio de Justicia.

## Características y estructura
El Consejo Nacional Forense es la institución más elevada del sistema forense italiano. Está compuesto por 33 miembros elegidos democráticamente de entre varios gremios, con un mandato cuatrianual. Sus miembros no pueden permanecer más de dos legislaturas y han de estar representados de manera equilibrada hombres y mujeres.
El Consejo está compuesto por abogados con rango especial para actuar ante jurisdicciones superiores. El mecanismo de elección de los componentes del CNF está basado sobre la elección separada de los componentes de entre varias Juntas y distintos órdenes. De entre sus integrantes saldrá elegido el Presidente, dos Vicepresidentes, el Secretario y un Tesorero. La Junta queda encargada del estudio de los asuntos corrientes referidos a la abogacía italiana.

## Funciones
- Tiene facultad sancionadora y juzga sobre los recursos interpuestos contra las sanciones disciplinarias de las Juntas de distrito (reclamaciones contra las sanciones o contra listados, registros o expedición de certificados de cumplida práctica). Al recurso interpuesto ante el CNF contra las sanciones disciplinarias no se aplica el art. 342 del Código Penal sobre el acta de apelación ni sobre el principio de autosuficiencia del recurso.
- Estudia las listas electorales y decide sobre las posibles reclamaciones electorales.
- Hace convocatorias de cursos de habilitación de abogados para ejercer ante las magistraturas superiores.
- Ejerce la función consultiva en los litigios del Ministerio de Justicia sobre los proyectos de ley y de regulación que conciernen a la profesión forense.
- Informa sobre la elección de las Juntas de los distintos órdenes.
- Nombra los titulares componentes de las Comisiones de examen de habilitación.
- Aprueba los programas de los Colegios de formación forense.
- Propone al Ministerio de Justicia los parámetros para las tarifas profesionales.
- Informa sobre las tarifas profesionales de los abogados.

## Fundaciones
El Consejo ha creado algunas fundaciones, especialmente:
- la Fundación Colegio Superior de la Abogacía, con tareas de formación
- la Fundación Italiana para la innovación Forense (FIIF.), que se ocupa de la investigación y aplicación de las nuevas tecnologías a la profesión legal. Esta es presidida por el propio presidente del CNF y se ocupa de desarrollar soluciones para la aplicación de las nuevas tecnologías al ámbito legal, promueve estudie e investigaciones en el campo de la informática jurídica pero también la formación y la actualización profesional.
- la Fundación de la Abogacía italiana, con tareas inherentes a la formación profesional continua y a la comunicación

## Presidentes
- 2019-2023 : Andrea Mascherin (Corte de Apelación de Trieste)